# 山下彦平
山下 彦平（やました ひこへい、1892年（明治25年）12月20日 - 1970年（昭和45年）4月12日）は、大日本帝国陸軍軍人。最終階級は陸軍少将。兵科は騎兵科。

## 経歴
1892年（明治25年）に徳島県で生まれた。陸軍士官学校第26期卒業。1939年（昭和14年）8月に騎兵第7連隊長に就任し、1941年（昭和16年）3月1日に陸軍大佐進級と同時に軍馬補充部川上支部長に着任。1942年（昭和17年）8月に中央馬廠豊橋支廠長に転じた。
1944年（昭和19年）8月に日本陸軍最後の乗馬部隊である騎兵第26連隊長（第12軍・騎兵第4旅団）に就任し、中国戦線に出動。帰徳を根拠地とし、京漢作戦、老河口作戦などで戦果を収めた。1945年（昭和20年）6月10日に陸軍少将に進級し、6月12日に西部軍管区司令部附となった。
1947年（昭和22年）11月28日、公職追放仮指定を受けた。